# 大鰐テレビ中継局
大鰐テレビ中継局（おおわにテレビちゅうけいきょく）は、青森県南津軽郡大鰐町に設置されているテレビ中継局である。なお、ここでは大鰐町虹貝地区をカバーする大鰐虹貝テレビ中継局についても併せて記述する。

## 大鰐テレビ中継局

### デジタルテレビ放送
| リモコン 番号 | 放送局名         | チャンネル 番号 | 空中線 電力 | ERP   | 偏波面   | 放送対象地域 | 放送区域 内世帯数 | 運用開始日      |
| ------------- | ---------------- | --------------- | ----------- | ----- | -------- | ------------ | ----------------- | --------------- |
| 1             | RAB 青森放送     | 20              | 3W          | 11.5W | 水平偏波 | 青森県       | 約3,400世帯       | 2008年 11月10日 |
| 2             | NHK 青森教育     | 40              | 3W          | 11.5W | 水平偏波 | 全国         | 約3,400世帯       | 2008年 11月10日 |
| 3             | NHK 青森総合     | 36              | 3W          | 11.5W | 水平偏波 | 青森県       | 約3,400世帯       | 2008年 11月10日 |
| 5             | ABA 青森朝日放送 | 18              | 3W          | 11.5W | 水平偏波 | 青森県       | 約3,400世帯       | 2008年 11月10日 |
| 6             | ATV 青森テレビ   | 19              | 3W          | 11.5W | 水平偏波 | 青森県       | 約3,400世帯       | 2008年 11月10日 |

- 所在地： 南津軽郡大鰐町（手代森）[2]
- 放送区域： 大鰐町及び平川市の各一部[2]
- 2008年7月24日に予備免許が交付され[3][2]、10月17日に試験電波を発射。11月6日に本免許が交付され[4][5]、11月10日に本放送が開始された[1]。

### アナログテレビ放送
| チャンネル 番号 | 放送局名         | 空中線 電力       | ERP               | 偏波面   | 放送対象地域 | 放送区域 内世帯数 | 運用開始日    |
| --------------- | ---------------- | ----------------- | ----------------- | -------- | ------------ | ----------------- | ------------- |
| 7               | NHK 青森教育     | 映像10W/ 音声2.5W | 映像24W/ 音声6W   | 水平偏波 | 全国         | -                 | -             |
| 9               | NHK 青森総合     | 映像10W/ 音声2.5W | 映像23W/ 音声5.9W | 水平偏波 | 青森県       | -                 | -             |
| 11              | RAB 青森放送     | 映像10W/ 音声2.5W | 映像23W/ 音声5.6W | 水平偏波 | 青森県       | -                 | 1969年8月1日  |
| 22              | ATV 青森テレビ   | 映像30W/ 音声7.5W | 映像140W/ 音声35W | 水平偏波 | 青森県       | -                 | 1971年5月     |
| 24              | ABA 青森朝日放送 | 映像30W/ 音声7.5W | 映像140W/ 音声35W | 水平偏波 | 青森県       | -                 | 1991年10月1日 |

- 所在地： デジタルテレビ放送に同じ
- 2011年7月24日をもってすべて廃止された。

## 大鰐虹貝テレビ中継局

### デジタルテレビ放送
| リモコン 番号 | 放送局名         | チャンネル 番号 | 空中線 電力 | ERP   | 偏波面   | 放送対象地域 | 放送区域 内世帯数 | 運用開始日     |
| ------------- | ---------------- | --------------- | ----------- | ----- | -------- | ------------ | ----------------- | -------------- |
| 1             | RAB 青森放送     | 52              | 50mW        | 320mW | 水平偏波 | 青森県       | 約1,200世帯       | 2010年 2月15日 |
| 2             | NHK 青森教育     | 51              | 50mW        | 320mW | 水平偏波 | 全国         | 約1,200世帯       | 2010年 2月15日 |
| 3             | NHK 青森総合     | 49              | 50mW        | 320mW | 水平偏波 | 青森県       | 約1,200世帯       | 2010年 2月15日 |
| 5             | ABA 青森朝日放送 | 47              | 50mW        | 320mW | 水平偏波 | 青森県       | 約1,200世帯       | 2010年 2月15日 |
| 6             | ATV 青森テレビ   | 45              | 50mW        | 320mW | 水平偏波 | 青森県       | 約1,200世帯       | 2010年 2月15日 |

- 所在地: 南津軽郡大鰐町虹貝字清沢[8]
- 放送区域： 大鰐町の一部[8]（虹貝地区）
- 2009年10月20日に予備免許が交付され[9][10]、12月上旬に試験電波を発射。2010年2月10日に本免許が交付され[1]、2月15日に本放送が開始された[1]。なお、計画当初は2009年12月下旬の予定で[10]、後に2010年1月下旬に変更されたが、2月15日に開局が延期された。

### アナログテレビ放送
| チャンネル 番号 | 放送局名         | 空中線 電力         | ERP                  | 偏波面   | 放送対象地域 | 放送区域 内世帯数 | 運用開始日 |
| --------------- | ---------------- | ------------------- | -------------------- | -------- | ------------ | ----------------- | ---------- |
| 54              | ABA 青森朝日放送 | 映像100mW/ 音声25mW | 映像560mW/ 音声140mW | 水平偏波 | 青森県       | -                 | -          |
| 56              | NHK 青森教育     | 映像100mW/ 音声25mW | 映像560mW/ 音声140mW | 水平偏波 | 全国         | -                 | -          |
| 58              | NHK 青森総合     | 映像100mW/ 音声25mW | 映像560mW/ 音声140mW | 水平偏波 | 青森県       | -                 | -          |
| 60              | RAB 青森放送     | 映像100mW/ 音声25mW | 映像560mW/ 音声140mW | 水平偏波 | 青森県       | -                 | -          |
| 62              | ATV 青森テレビ   | 映像100mW/ 音声25mW | 映像560mW/ 音声140mW | 水平偏波 | 青森県       | -                 | -          |

- 所在地： デジタルテレビ放送に同じ
- 2011年7月24日をもってすべて廃止された。